# Svetlana Pozdeyeva
Svetlana Pozdeyeva (Samara, Rusia, 26 de mayo de 1977) es una nadadora rusa retirada especializada en pruebas de estilo braza, donde consiguió ser medallista de bronce mundial en 1994 en los 4x100 metros estilos.

## Carrera deportiva
En el Campeonato Mundial de Natación de 1994 celebrado en Roma (Italia), ganó la medalla de bronce en los relevos de 4x100 metros estilos, nadando el largo de braza, con un tiempo de 4:06.70 segundos, tras China (oro con 4:01.67 segundos que fue récord del mundo) y Estados Unidos (plata con 4:06.53 segundos).